# BK Carlskrona
Der BK Carlskrona (vollständig Badmintonklubben Carlskrona, auch BMK Carlskrona oder BKC) ist ein schwedischer Badmintonverein aus Karlskrona. Er ist einer der erfolgreichsten Vereine der Gegenwart in dieser Sportart in Schweden. 

## Geschichte
Der Verein wurde am 15. Juni 1957 gegründet. Bei den schwedischen Meisterschaften ist der Verein seit Mitte der 1970er Jahre äußerst erfolgreich. Emma Wengberg, Emelie Lennartsson, Jan-Eric Antonsson, Göran Wahlqvist und Thomas Kihlström erkämpften sich Lorbeeren weit über die Landesgrenzen hinaus. 

## Erfolge
| Saison    | Veranstaltung                     | Disziplin    | Platz | Name                                                               |
| --------- | --------------------------------- | ------------ | ----- | ------------------------------------------------------------------ |
| 1973/1974 | Schweden: Einzelmeisterschaft O35 | Dameneinzel  | 1     | Siv Ingvarsson (BK Carlskrona)                                     |
| 1974/1975 | Schweden: Einzelmeisterschaft O35 | Damendoppel  | 1     | Siv Ingvarsson / Gittan Nybereg (BK Carlskrona / Åby BMK)          |
| 1974/1975 | Schweden: Einzelmeisterschaft U15 | Mixed        | 1     | Jan-Eric Antonsson / Anita Hill (BK Carlskrona)                    |
| 1975/1976 | Schweden: Einzelmeisterschaft O35 | Mixed        | 1     | Göran Wahlqvist / Anita Torstensson (BK Carlskrona / Malmö BMK)    |
| 1975/1976 | Schweden: Einzelmeisterschaft O35 | Dameneinzel  | 1     | Siv Ingvarsson (BK Carlskrona)                                     |
| 1975/1976 | Schweden: Einzelmeisterschaft O35 | Herreneinzel | 1     | Göran Wahlqvist (BK Carlskrona)                                    |
| 1975/1976 | Schweden: Einzelmeisterschaft U15 | Herreneinzel | 1     | Jan-Eric Antonsson (BK Carlskrona)                                 |
| 1975/1976 | Schweden: Einzelmeisterschaft O35 | Herrendoppel | 1     | Berndt Dahlberg / Göran Wahlqvist (MFF-MAI / BK Carlskrona)        |
| 1976/1977 | Schweden: Einzelmeisterschaft O35 | Mixed        | 1     | Göran Wahlqvist / Anita Torstensson (BK Carlskrona / Malmö BMK)    |
| 1976/1977 | Schweden: Einzelmeisterschaft O35 | Herrendoppel | 1     | Bertil Lindgren / Göran Wahlqvist (Aristo / BK Carlskrona)         |
| 1976/1977 | Schweden: Einzelmeisterschaft O35 | Herreneinzel | 1     | Göran Wahlqvist (BK Carlskrona)                                    |
| 1977/1978 | Schweden: Einzelmeisterschaft U17 | Herreneinzel | 1     | Jan-Eric Antonson (BKC)                                            |
| 1977/1978 | Schweden: Einzelmeisterschaft O35 | Mixed        | 1     | Göran Wahlqvist / Anita Torstensson (BK Carlskrona / Malmö BMK)    |
| 1977/1978 | Schweden: Einzelmeisterschaft O35 | Herrendoppel | 1     | Berndt Dahlberg / Göran Wahlqvist (Eslöv / BK Carlskrona)          |
| 1978/1979 | Schweden: Einzelmeisterschaft U19 | Herrendoppel | 1     | Jan-Eric Antonsson / Peter Isaksson (BKC / Spårvägen)              |
| 1979/1980 | Schweden: Einzelmeisterschaft U19 | Herreneinzel | 1     | Jan-Eric Antonsson (BKC)                                           |
| 1979/1980 | Schweden: Einzelmeisterschaft U19 | Herrendoppel | 1     | Jan-Eric Antonsson / Peter Isaksson (BKC / Spårvägen)              |
| 1980/1981 | Schweden: Einzelmeisterschaft     | Herreneinzel | 1     | Thomas Kihlström (BKC)                                             |
| 1980/1981 | Schweden: Einzelmeisterschaft     | Herrendoppel | 1     | Stefan Karlsson / Thomas Kihlström (BK Aura / BKC)                 |
| 1981/1982 | Schweden: Einzelmeisterschaft     | Herreneinzel | 1     | Thomas Kihlström (BKC)                                             |
| 1981/1982 | Schweden: Einzelmeisterschaft     | Herrendoppel | 1     | Stefan Karlsson / Thomas Kihlström (BK Aura / BKC)                 |
| 1982/1983 | Schweden: Einzelmeisterschaft     | Dameneinzel  | 1     | Christine Magnusson (BKC)                                          |
| 1982/1983 | Schweden: Einzelmeisterschaft U19 | Dameneinzel  | 1     | Christine Magnusson (BKC)                                          |
| 1982/1983 | Schweden: Einzelmeisterschaft U19 | Damendoppel  | 1     | Jeanette Kuhl / Christine Magnusson (Täby IS / BKC)                |
| 1982/1983 | Schweden: Einzelmeisterschaft     | Herrendoppel | 1     | Stefan Karlsson / Thomas Kihlström (BK Aura / BKC)                 |
| 1982/1983 | Schweden: Einzelmeisterschaft     | Damendoppel  | 1     | Maria Bengtsson / Christine Magnusson (Malmö BMK / BKC)            |
| 1982/1983 | Schweden: Einzelmeisterschaft     | Mixed        | 1     | Thomas Kihlström / Christine Magnusson (BKC)                       |
| 1983/1984 | Schweden: Einzelmeisterschaft     | Mixed        | 1     | Thomas Kihlström / Christine Magnusson (BKC)                       |
| 1983/1984 | Schweden: Einzelmeisterschaft     | Herrendoppel | 1     | Stefan Karlsson / Thomas Kihlström (BK Aura / BKC)                 |
| 1983/1984 | Schweden: Einzelmeisterschaft     | Damendoppel  | 1     | Maria Bengtsson / Christine Magnusson (BK Aura / BKC)              |
| 1983/1984 | Schweden: Einzelmeisterschaft     | Dameneinzel  | 1     | Christine Magnusson (BKC)                                          |
| 1984/1985 | Schweden: Einzelmeisterschaft     | Herrendoppel | 1     | Stefan Karlsson / Thomas Kihlström (BK Aura / BKC)                 |
| 1984/1985 | Schweden: Einzelmeisterschaft     | Dameneinzel  | 1     | Christine Magnusson (BKC)                                          |
| 1984/1985 | Schweden: Einzelmeisterschaft     | Mixed        | 1     | Thomas Kihlström / Christine Magnusson (BKC)                       |
| 1984/1985 | Schweden: Einzelmeisterschaft U22 | Herrendoppel | 1     | Jan-Eric Antonsson / Ulf Persson (BKC / MBK)                       |
| 1984/1985 | Schweden: Einzelmeisterschaft U22 | Herreneinzel | 1     | Jan-Eric Antonsson (BKC)                                           |
| 1984/1985 | Schweden: Einzelmeisterschaft     | Damendoppel  | 1     | Maria Bengtsson / Christine Magnusson (BK Aura / BKC)              |
| 1985/1986 | Schweden: Einzelmeisterschaft     | Damendoppel  | 1     | Maria Bengtsson / Christine Magnusson (BK Aura / BKC)              |
| 1985/1986 | Schweden: Einzelmeisterschaft     | Herrendoppel | 1     | Jan-Eric Antonsson / Pär-Gunnar Jönsson (BKC / Västra Frölunda)    |
| 1985/1986 | Schweden: Einzelmeisterschaft     | Mixed        | 1     | Thomas Kihlström / Christine Magnusson (BKC)                       |
| 1986/1987 | Schweden: Einzelmeisterschaft     | Mixed        | 1     | Thomas Kihlström / Christine Magnusson (BKC)                       |
| 1986/1987 | Schweden: Einzelmeisterschaft     | Damendoppel  | 1     | Maria Bengtsson / Christine Magnusson (BK Aura / BKC)              |
| 1986/1987 | Schweden: Einzelmeisterschaft     | Dameneinzel  | 1     | Christine Magnusson (BKC)                                          |
| 1986/1987 | Schweden: Einzelmeisterschaft     | Herrendoppel | 1     | Stefan Karlsson / Thomas Kihlström (BK Aura / BKC)                 |
| 1987/1988 | Schweden: Einzelmeisterschaft     | Herrendoppel | 1     | Jan-Eric Antonsson / Pär-Gunnar Jönsson (BKC / Västra Frölunda)    |
| 1988/1989 | Schweden: Einzelmeisterschaft     | Herrendoppel | 1     | Jan-Eric Antonsson / Pär-Gunnar Jönsson (BKC / Västra Frölunda)    |
| 1989/1990 | Schweden: Einzelmeisterschaft     | Mixed        | 1     | Jan-Eric Antonsson / Maria Bengtsson (BKC / BK Aura)               |
| 1989/1990 | Schweden: Einzelmeisterschaft U22 | Herrendoppel | 1     | Margit Borg / Charlotta Wihlborg (MBK / BKC)                       |
| 1989/1990 | Schweden: Einzelmeisterschaft U22 | Dameneinzel  | 1     | Charlotta Wihlborg (BKC)                                           |
| 1993/1994 | Schweden: Einzelmeisterschaft     | Mixed        | 1     | Jan-Eric Antonssdon / Astrid Crabo (BKC / Täby BMF)                |
| 1994/1995 | Schweden: Einzelmeisterschaft     | Mixed        | 1     | Jan-Eric Antonssdon / Astrid Crabo (BKC / Täby BMF)                |
| 1996/1997 | Schweden: Einzelmeisterschaft O35 | Herreneinzel | 1     | Jan-Eric Antonsson (BK Carlskrona)                                 |
| 1998/1999 | Schweden: Einzelmeisterschaft O35 | Herreneinzel | 1     | Jan-Eric Antonsson (BK Carlskrona)                                 |
| 1998/1999 | Schweden: Einzelmeisterschaft O35 | Mixed        | 1     | Jan-Eric Antonsson / Anita Hill-Lennartsson (BK Carlskrona)        |
| 2000/2001 | Schweden: Einzelmeisterschaft U15 | Damendoppel  | 1     | Emelie Lennartsson / Cecilia Bjunér (BK Carlskrona / Kista)        |
| 2000/2001 | Schweden: Einzelmeisterschaft U15 | Dameneinzel  | 1     | Emelie Lennartsson (BK Carlskrona)                                 |
| 2002/2003 | Schweden: Einzelmeisterschaft O40 | Herrendoppel | 1     | Johan Lennartsson / Jan-Erik Antonsson (BK Carlskrona)             |
| 2002/2003 | Schweden: Einzelmeisterschaft U15 | Herrendoppel | 1     | Jacob Engström / Eric Fransson (Wätterstad / BK Carlskrona)        |
| 2002/2003 | Schweden: Einzelmeisterschaft U17 | Damendoppel  | 1     | Cecilia Bjunér / Emelie Lennartsson (Kista / BK Carlskrona)        |
| 2003/2004 | Schweden: Einzelmeisterschaft U19 | Damendoppel  | 1     | Emelie Lennartsson / Jessica Gustafsson (BK Carlskrona / Askim BC) |
| 2003/2004 | Schweden: Einzelmeisterschaft U19 | Damendoppel  | 1     | Emelie Lennartsson / Jessica Gustafsson (BK Carlskrona / Askim BC) |
| 2004/2005 | Schweden: Einzelmeisterschaft U19 | Damendoppel  | 1     | Emelie Lennartsson / Sara Johnson (BK Carlskrona / Täby BMF)       |
| 2004/2005 | Schweden: Einzelmeisterschaft U19 | Dameneinzel  | 1     | Emelie Lennartsson (BK Carlskrona)                                 |
| 2006/2007 | Schweden: Einzelmeisterschaft U22 | Damendoppel  | 1     | Sophia Hansson / Emelie Lennartsson (BK Carlskrona)                |
| 2007/2008 | Schweden: Einzelmeisterschaft U22 | Damendoppel  | 1     | Emma Wengberg / Emelie Lennartsson (V Frölunda / BK Carlskrona)    |